# Torre Lúgano
La Torre Lúgano è un grattacielo di 158 metri situato a Benidorm in Spagna.

## Descrizione
Con 43 piani per uso residenziale, è il terzo edificio più alto della città di Benidorm (Alicante) dopo l'Intempo alto 192 metri e il Gran Hotel Bali alto 186 metri. L'edificio ospita 204 appartamenti ed è stato completato nel 2007. A partire da gennaio 2016, è il più alto edificio residenziale in Spagna. Il grattacielo si trova nel Rincón de Loix, a 600 metri dalla spiaggia di Levante a Benidorm.